# ヘルムート・ヴィック
ヘルムート・パウル・エミール・ヴィック（Helmut Paul Emil Wick 、1915年8月5日-1940年11月28日）は、第二次世界大戦初期に活躍したドイツ空軍のエース・パイロット。最終階級は少佐、柏葉付騎士鉄十字章受章。戦死が早かったため、撃墜機数の56機は、100機撃墜、200機撃墜のエースを輩出した第二次世界大戦を通してのドイツ空軍としては目立たない存在となったが、バトル・オブ・ブリテン当時は、先輩のヴェルナー・メルダース、アドルフ・ガーランドに匹敵する英雄であり、56機撃墜は戦死時にはドイツ空軍のトップだった。

## 経歴
マンハイムに生まれ、1936年4月に空軍に入隊。第二次世界大戦勃発前日の1939年8月31日に第53戦闘航空団（JG53）から第2戦闘航空団（JG2）へ転属となり、ベルリン防空を担当する第I飛行隊第3中隊（3./I./JG2）に配属された。ポーランド侵攻が終わると、JG2はフランクフルトへ移駐し、同年11月22日に初撃墜を記録。1940年5月に開始されたフランス侵攻では14機を撃墜した。同年7月にバトル・オブ・ブリテンが始まると、同月21日に中尉に昇進し、第3中隊長となった。8月24日には20機目の撃墜を果たして同月27日に騎士鉄十字章を受章。大尉に昇進して9月9日に第I飛行隊（I./JG2）の飛行隊長に昇格した。10月5日には41機目を撃墜して、4人目の柏葉付騎士鉄十字章受章者となる。同月19日には少佐に昇進、第27戦闘航空団司令に任命されたが、ヴィックはヘルマン・ゲーリング空軍総司令官に対してI./JG2に残してもらうよう依頼し、翌日付でJG2司令となった（JG27司令にはJG2司令のヴォルフガング・シェルマン少佐が代わりに転出）。急激に撃墜スコアを伸ばしてスピード出世したヴィックはドイツ空軍で最年少の少佐・戦闘航空団司令であり、メルダース、ガーランドとトップ・エースの座を争う英雄であった。しかし11月28日夕方、ワイト島付近におけるスピットファイアとの空戦で1機撃墜した直後に被弾して脱出し（ヴィック機を撃墜したのはジョン・チャールズ・ダンダス大尉のスピットファイアといわれている）、海上にパラシュート降下した。ゲーリングは空中と海上で徹底的な捜索を行わせたが、ヴィックはそのまま行方不明となり、戦死と認定されて、柏葉付騎士鉄十字章受章者で最初の戦死者となった。英雄の戦死を恐れた空軍上層部はヴィックに戦闘飛行を禁じる命令を出したが、その命令がJG2本部に届いたのは、ヴィックが最後の任務飛行に飛び立った直後だった。

## 参考文献

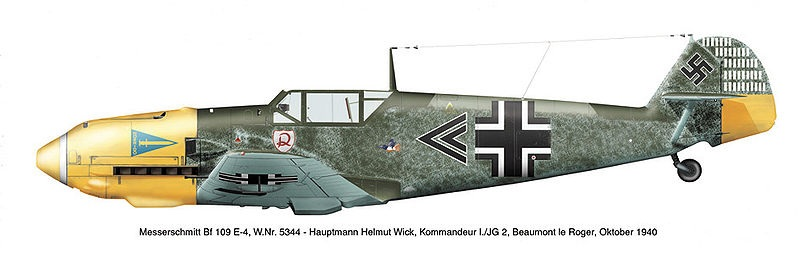
ヴィックのBf109E-4（製造番号5344。第I飛行隊長時代。戦死時には、飛行隊長記号を航空団司令記号に塗り替えたこの機体に搭乗していた）